# محمد محسن الطهراني
السيّد محمّد محسن الحسيني الطهراني ( 1374 هـ طهران، 1374 هـ مشهد) عالم وفقيه شيعي إيراني من علماء طهران وأئمة جماعاتها ومن أساتذة الحوزة العلمية في مدينة قم الإيرانية.

## نسبه
هو آية الله السيّد محمّد محسن الحسيني الطهراني، ابن آية الله محمد الحسين الحسيني الطهراني، ابن آية الله السيّد محمّد صادق الطهراني وهو من أعاظم علماء طهران وأئمة جماعاتها، وأبو السيد محمد صادق آية الله إبراهيم الطهراني كان أحد تلامذة الميرزا حسن الشيرازي، من هنا كان السيد محمد محسن الحسيني الطهراني من عائلة علمية كلهم مجتهدون ، وإبراهيم هو ابن علي الأصغر بن المير إبراهيم بن المير طاهر الذي يصل نسبه إلى جده الأعلى محمد ولي، الذي ينتهي نسبه إلى الإمام السجّاد، ومنه إلى النبيّ محمّد ﷺ، أمّا من ناحية الأم، فنسبه يصِل إلى الشيخ محمد تقي المجلسي.

## مكانته العلميّة
يعدّ السيد محمد محسن الطهراني من أساتذة الحوزة العلمية المبرّزين في مدينة قم المقدّسة، وقد درّس العديد من الكتب والدورات في الحوزة وتخرّج على يديه العديد من طلاب العلم وأهل الفضل من مختلف الجنسيات، وفي ما يلي عرض لأبرز الدروس التي درّسها:
1. درّس دورة كاملة في شرح منظومة الملّا هادي السبزاوري في الفلسفة الإسلاميّة، سجّلت بأكملها صوتياً.[4]
2. درّس طيلة عشرين سنة بحث الخارج في كلّ من الفقه وعلم الأصول والقواعد الفقهية، وكانت حصيلة هذا التدريس نشر بعض أبحاثه التي ألقاها من قبيل: رسالة طهارة الإنسان[5]، وكتاب الإجماع.[6]
3. درّس طيلة عشرين سنة كتاب الأسفار العقليّة الأربعة لصدر المتألهين الشيرازي.، وقد بدأ نشر تقريرات تلك الدورس بالتدريج عبر كتاب «گلشن اسرار».[7]

ألقى ما لا يقلّ عن 500 محاضرة في المعارف الإسلاميّة في المدن الإسلاميّة المختلفة.
وكانت أهمّ المواضيع:
1. سلسلة شرح الرواية الشريفة المرويّة عن عنوان البصري.
2. سلسلة شرح دعاء أبي حمزة الثمالي.
3. سلسلة حول بيان حقيقة الولاية التكوينيّة.
4. سلسلة حول بيان حقيقة الفلسفة والدفاع عنها.
5. سلسلة في عرض وتحليل سيرة النبيّ الأكرم صلى الله عليه وآله.
6. سلسلة في عرض وبيان أسرار الحجّ.
7. سلسلة في عرض وبيان رأي العرفاء حول حجيّة أقوال وأوامر ولي الله.

وغيرها من المحاضرات القيّمة التي دارت حول مسائل متفرّقة مثل معالم الدولة الإسلاميّة في عصر الإمام المهدي، و مختصر لمباني تربية الأطفال في الإسلام - بيان بعض الحقائق حول سيّد الشهداء الإمام الحسين، وحول مسألة الغدير.
كتب العديد من المؤلّفات التي كانت حصيلة ونتاج جهوده العلميّة والتحقيقيّة طوال السنوات التي درّس فيها في الحوزة تتمحور أغلبها حول: أبحاث فقهيّة، أبحاث في علم أصول الفقه، تحقيق آثار والده، شرح رواية عنوان البصري.
ولا زال يُدرّس بحث الخارج في مادّتي الفقه والأصول مضافاً إلى تدريسه للأسفار، كما لا يزال يُلقي المحاضرات والمواعظ للعموم كجزء من مهامه التبليغيّة.

## كتبه وتأليفاته
إن أكثر كتب المؤلّف أصلها باللغة الفارسية، وقد ترجم البعض منها إلى اللغة العربية، كما أنّ بعضاً منها قد ألّف أساساً باللغة العربية. وأهمّ مؤلّفاته المطبوعة هي:
1. رسالة طهارة الإنسان: والتي تمثّل دراسةً فنيّة وفقهيّةً لإثبات طهارة مطلق الإنسان ذاتاً مهما كان دينه أو انتماؤه.
2. ا لأربعين في ثقافة الشيعة: وهي عبارة عن دراسة عن عنوان " الأربعين في التراث الشيعي ضمن موارده المتعددة وجوانبه المختلفة، وقد تمّ في هذه الرسالة إثبات أنّ هذا العنوان الأربعين مختصّ عند الشيعة بسيّد الشهداء فقط.
3. أسرار الملكوت: وهو عبارة عن شرح مكتوب لحديث عنوان البصري عن الإمام الصادق، وصدر منه ثلاث أجزاء.
4. الشمس المنيرة: وهو عبارة عن مقالة مفصّلة كان المؤلّف قد كتبها بعد وفاة والده محمد الحسين الحسيني الطهراني، والتي عرض فيها عرضاً مجملاً لأهم المحطات في حياته وأهم المباني والمعتقدات التي يتبنّاها.
5. الإجماع : وهي رسالة تتضمّن بحثاً أصوليّاً (في علم أصول الفقه)، وفيه يثبت عدم حجية الإجماع مطلقاً.
6. تعليقة على رسالة في وجوب صلاة الجمعة تعييناً لوالده محمد الحسين الحسيني الطهراني.
7. أفق الوحي: وهو كتاب في الردّ على نظريّة الدكتور عبد الكريم سروش حول الوحي.
8. گلشن اسرار: شرح على الحكمة المتعالية في الأسفار العليّة الأربعة.
9. السعادة الأبديّة: عبارة عن شرح لوصيّة الإمام علي بن أبي طالب لإبنه الإمام الحسن المجتبى في حاضرين.
10. حريم قدس: وهو عبارة عن مقدّمة كتبها المؤلّف على كتاب والده رسالة لبّ اللباب، بعد أن تُرجمت إلى اللغة الفرنسيّة، ثمّ فصلت ونشرت ككتاب مستقلّ باللغة الفارسيّة.[10]
11. حديث عنوان البصري: شرح رواية عنوان البصري، مستخرج من الشرح الصوتي لمحمّد محسن الطهراني.
12. الدر النضيد في الاجتهاد والتقليد: وهو عبارة عن رسالة أصولية وفقهية في بحث الاجتهاد والتقليد، حررت بلم والده السيد محمد الحسين الحسيني الطهراني كتقرير لأبحاث أستاذه الشيخ حسين الحلي، وقد طبعت بالعربية بعناية نجل العلامة الطهراني السيد محمد محسن بعد قدم للرسالة، وبعد أن ذيلها بتعليقات علمية وتخصصية ومعرفية، كما أضاف لها خاتمة قيمة حول المرجعية عند الشيعة من منظار العرفاء.
13. سيره صالحان (= سيرة الصالحين): وهو حصيلة المحاضرات التي ألقاها السيّد محمّد محسن الحسيني الطهراني، في جلسات ليالي شهر رمضان عام 1433 هـ. والتي تعرّض فيها لإثبات حجيّة أقوال وأفعال أولياء الله ومنجّزيتها على الآخرين، وكيفيّة الاستفادة من أنوار الولاية الباهرة.
14. ارتداد در إسلام (= الارتداد في الإسلام): في هذا الكتاب بحث شامل حول حكم الارتداد، وكيفيّة تحقّقه، والآراء والرؤى المختلفة حوله من قبل المدارس المتنوّعة.
15. نوروز در جاهليّت وإسلام (= النيروز في الجاهليّة والإسلام): وهو يتناول عيد النيروز والبدع التي دخلت إلى دين الإسلام. ويأمل المؤلّف أن يضاعف من إتقان ورقيّ هذا الكتاب بالاستفادة من المطالب التي وردت عن والده في هذه المسألة.
16. نفحات أنس (= نفحات الأنس): يحتوي هذا الكتاب على بيانات السيّد محمّد محسن الحسيني الطهراني لتي طرحها فيما يتعلّق بشخصيّة العارف السيّد هاشم الحداد، ولأهميّة المسائل تمت كتابة هذه البيانات التي نشرت صوتياً، ومن ثمّ إعدادها لتنشر وتقدّم إلى السالكين إلى الله.
17. سالك آگاه (= السالك البصیر): وهو عبارة عن نصوص محاضرات السيّد محمّد الحسين الحسينيّ الطهراني، والتي ألقيت في مناسبات مختلفة حول موضوع العلم والعلماء، وقد صارت جاهزة للطبع والنشر مع مقدّمة وتصحيح من قبل نجله السيد محمد محسن الطهراني.

### مؤلّفات كانت قيد التأليف ولم تتمّ
كما أنّ هناك مجموعة من الكتب الأخرى التي يعمل على تأليفها:
1. سيماى عاشوراء (= معالم عاشوراء ومدرستها): لقد أحدثت عاشوراء بما تحمل من عبر وأسرار وإيحاءات نظريّات ورؤى متباينة في فهم محتواها وكنهها وماهيّتها. وفي هذا الكتاب يسعى المؤلّف إلى تقديم نظريّة العرفاء والأولياء حول هذه الملحمة التاريخيّة، ليكشف عن تعريف جديد لها، ويفسّر أهدافها ومقاصدها وهويّتها للطالبين، وليضع أمام أعين المتوسّمين والمتأمّلين صورة أخّاذة عن حقيقة سيّد الشهداء.
2. الارتداد في الإسلام.

## بعد ارتحال والده
بعد ارتحال والده عام 1417هـ، تصدّى السيّد محمّد محسن الطهراني لإكمال مسيرة والده العلميّة، وبيان أفكار ونظريّات والده الراحل، والعمل على تحقيق وطباعة مؤلّفات والده التي لم تنشر بالتعاون مع بعض العلماء والفضلاء من تلامذته، بالإضافة إلى الجهد الحثيث في نشرها وترجمتها عبر التعاون مع المترجمين إلى مختلف اللغات العالميّة الرئيسيّة، وكانت حصيلة هذا الجهد:

### نشر الكتب التي لم تنشر في حياة والده
1. ترجمة كتاب أنوار الملكوت مع المقدّمة عليه: وهو عبارة عن كتاب من تأليف والده السيد محمد الحسين الحسيني الطهراني، والذي يتحدّث فيه عن نور ملكوت: الصلاة، الصيام، القرآن، الدعاء.
2. كتابة مقدّمة ووضع بعض التعليقات على كتاب مطلع الأنوار: وهو عبارة عن دورة مهذّبة ومحقّقة للمكتوبات الخطيّة والمراسلات والمواعظ التي كتبها والده السيد محمد الحسيني الحسيني الطهراني وهي عبارة عن 13 مجلّد، وهي تحوي على ما يلي:
  1. الجزء الأول: المراسلات، اللقاءات والحياة الشخصيّة للمؤلّف بقلمه هو، قصص وحكايات أخلاقيّة وعرفانيّة وتاريخيّة واجتماعيّة.
  2. الجزء الثاني: مختصر لتراجم أساتذة المؤلّف في الأخلاق والعرفان.
  3. الجزء الثالث: تراجم لعدد من العظماء والعلماء والشخصيّات المؤثّرة.
  4. الجزء الرابع: العبادات والأدعية والأخلاق.
  5. الجزء الخامس: الأبحاث الفلسفيّة والعرفانيّة، علوم الهيئة والنجوم والعلوم الغريبة، الأدب والبلاغة.
  6. الجزء السادس: إجازات المؤلّف في الرواية والاجتهاد، الأبحاث التفسيريّة والروائيّة.
  7. الجزء السابع: الأبحاث الفقهيّة (فقه الخاصة، فقه العامّة، والفقه المقارن) والأبحاث الأصوليّة.
  8. الجزء الثامن: الأبحاث الكلاميّة (المبدأ والمعاد، المساوئ).
  9. الجزء التاسع: الأبحاث الكلاميّة (حول أهل بيت العصمة والطهارة عليهم السلام)
  10. الجزء العاشر: ملاحظات ومنتخبات من الكتب التاريخيّة والاجتماعيّة.
  11. الجزء الحادي عشر: الأبحاث الرجاليّة، متفرّقات (طب، لطائف...)
  12. الجزءان الثاني عشر والثالث عشر: خلاصة مواعظ المؤلّف في شهر رمضان المبارك لعامي 1369 و1370 هـ.
  13. الجزء الرابع عشر: الفهارس العامة لهذه الموسوعة (الآيات والروايات والشعر والأعلام...)

1. تصحيح كتاب تفسير آية النور وكتابة المقدّمة له: وهو عبارة عن تفسير لآية {الله نور السموات والأرض} من تأليف السيد محمّد الحسين الحسيني الطهراني.
2. تصحيح كتاب «آئين رستگاری» (=سبيل الفلاح) مع كتابة مقدّمة للكتاب: وهو عبارة عن مجموعة من المحاضرات التي ألقاها والده على بعض تلامذته السلوكيّين، وكان موضوع هذه المحاضرات هي مباني السير والسلوك.
3. مقدّمة على كتاب «سرّ الفتوح الناظر على كتاب عروج الروح» مع مجموعة من التذييلات والتعليقات المهمّة: وأصل الكتاب لوالده: السيّد محمد الحسين الحسيني الطهراني.
4. إعداد ونشر كتاب «مهر تابناك» (=الشمس الزاهرة): حول حياة الميزرا علي القاضي.
5. نشر كتاب «رسالة المودّة» باللغة العربيّة، بعد أن تمّ نشره باللغة الفارسيّة.
6. نشر كتاب «رسالة الاجتهادة والتقليد» بالفارسيّة بعد أن ترجم أصل التقرير للفارسيّة والذي كتب بالعربي، ونشره تحت عنوان «الدر النضيد في الاجتهاد والتقليد» باللغة العربيّة: وهو عبارة عن تقريرات لوالده السيّد محمد الحسين الحسيني الطهراني لبحث الشيخ حسين الحلّي في الاجتهاد والتقليد، وقد أضاف نجله السيّد محمّد محسن الطهراني تعليقات علميّة على البحث، مضافاً إلى مقدّمة وخاتمة للكتاب.

### ترجمة كتب والده
بالتعاون مع مجموعة من المترجمين بمختلف اللغات تمّت ترجمة كتب والده التي لم تترجم في حياته إلى اللغة العربيّة مضافاً إلى العمل على ترجمتها إلى اللغات العالميّة الأخرى، وكانت نتيجة ذلك.
1. ترجمة كتاب رسالة لب اللباب إلى اللغة الفرنسيّة.[10]
2. ترجمة كتاب معرفة المعاد إلى الإنجليزيّة والبوسنيّة.
3. ترجمة كتاب الشمس الساطعة إلى الإنجليزيّة والألمانيّة.
4. ترجمة كتاب الروح المجرّد إلى الإنجليزيّة والألمانيّة.
5. ترجمة كتاب تفسير آية النور إلى اللغة العربيّة.[12]
6. ترجمة كتاب آئيين رستگاری إلى العربيّة.[13]
7. ترجمة كتاب أنوار الملكوت إلى العربيّة.[14]
8. ترجمة كتاب رسالة المودّة إلى العربيّة.[15]
9. ترجمة وتنقيح ووضع مقدّمة لكتاب رسالة الاجتهاد والتقليد، ‌ والتعليق عليها، ثمّ إضافة تعليقات علميّة في حاشيتها، ‌ وقد طبعت أخيرًا هذه الرسالة تحت اسم «الدرّ النضيد في الاجتهاد والتقليد».

وما زال العمل جارٍ على ترجمة باقي الكتب إلى اللغة العربيّة، وإلى اللغات العالميّة كالإنجليزيّة والألمانيّة والأسبانيّة....

### النشر الإلكتروني
ولأهميّة النشر الإلكتروني، فقد كان هناك اهتمام بنشر كتب والده عبر الوسائط الإلكترونيّة المتاحة، وكانت حصيلة ذلك:
1. إكسير السعادة: وهو قرص مدمج جمُعت كتب والده وكتب أستاذه السيد محمّد حسين الطبأطبائي، مع إمكانيّة البحث في هذه الكتب، وقدّمت للناطقين باللغة العربيّة والفارسيّة والإنجليزيّة.
2. آواى ملكوت (نداء الملكوت): وهو عبارة عن أربعة أقراص مدمجة جُمعت فيها محاضرات والده الصوتيّة، وقد صدرت باللغة الفارسيّة.
3. نشر النتاجات عبر التعاون مع مجموعة من المواقع الإلكترونيّة.[16]

## وفاته
توفي السيد محمد محسن الطهراني في مدينة مشهد من مدن إيران، وذلك في 26 / شعبان / 1440 هـ. فاجتمع الناس من جميع أنحاء إيران ومن خارجها (لبنان والعراق والسعودية...) أيضًا للمشاركة في تشييعه، فشارك عدد كبير في تشييعه إلى مثواه الأخير حيث دُفن في حرم الإمام علي بن موسى الرضا في السرداب في رواق دار الحجة.

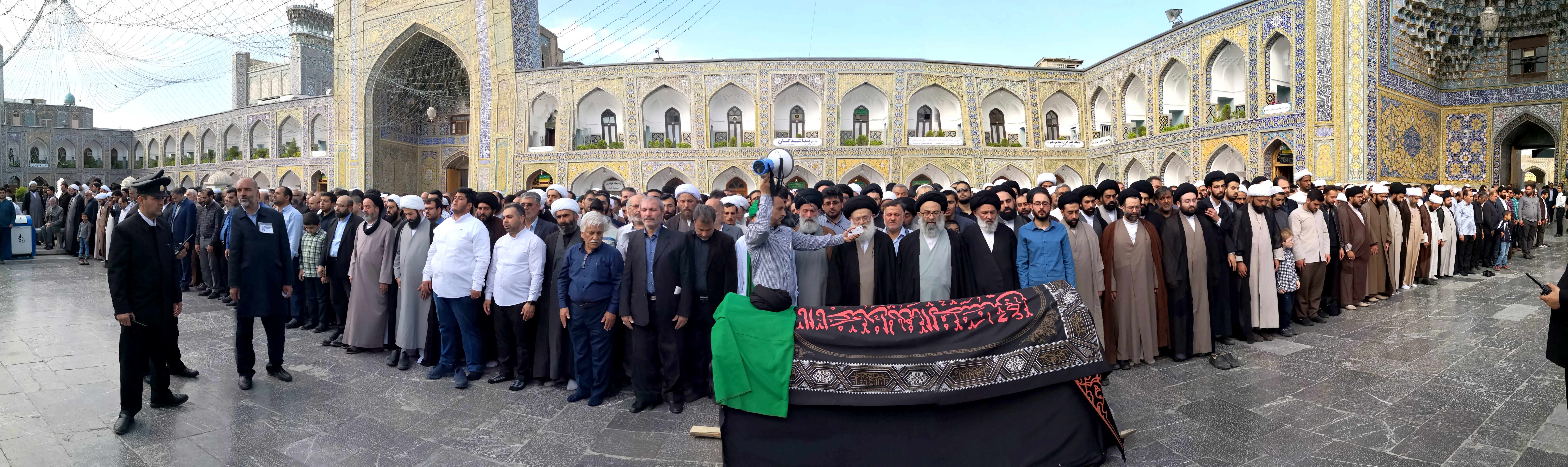
الصلاة على جنازة السيّد محمّد محسن الطهراني في باحة مرقد الإمام علي بن موسى الرضا

### الكتب
1. نقباء البشر، الآغا بزرك الطهراني، دار المرتضی للنشر.
2. مستدرك أعيان الشيعة، السيد حسن محسن الأمين، نشر دار التعارف للمطبوعات، بيروت.
3. الشمس المنيرة، السيد محمد محسن الطهراني، دار المحجة البيضاء.
4. طهارة الإنسان، السيّد محمّد محسن الطهراني، دار المحجّة البيضاء، الطبعة الأولى، 1424 هـ.
5. حريم قدس (مقاله ای در سیر وسلوک الی الله)، السيّد محمد محسن الطهراني، نشر : عرش انديشه، قم، 1428 هـ .

### وصلات خارجيّة
1. المتقين موقع يعنى بنشر محاضرات ومؤلّفات محمد محسن الطهراني باللغتين العربية والفارسيّة.
2. مدرسة الوحي موقع يهتم بنشر محاضرات وكتب ودروس السيد محمد محسن الطهراني باللغتين العربية والفارسية، ومحتوياته أكثر من محتويات موقع المتقين.

### إشارات مرجعية
1. ↑  كتاب الشمس المنيرة، محمّد محسن الطهراني، ص 15.
2. ↑  موقع طهور، حياة العلامة الطهراني. [وصلة مكسورة] نسخة محفوظة 17 أكتوبر 2012 على موقع واي باك مشين.
3. ↑  مقدّمة كتاب طهارة الإنسان، السيّد محمّد محسن الطهراني.
4. ↑  موقع مكتب وحي، سلسلة الدروس الحوزويّة، شرح منظومة الملا هادي السبزواري نسخة محفوظة 16 يوليو 2017 على موقع واي باك مشين.
5. ↑  رسالة طهارة الإنسان، محمّد محسن الطهراني.
6. ↑  كتاب الإجماع از منظر نقد ونظر، السيد محمّد محسن الطهراني.
7. ↑  گلشن اسرار (شرحی بر الحکمة المتعالية في الأسفار العقليّة الأربعة)، السيّد محمد محسن الطهراني.
8. ↑  القرص المدمج آواي ملكوت، من إعداد: گروه تحقیقاتی متقین، ومركز تحقيقات كامبيوتري علوم إسلامي (نور). نسخة محفوظة 03 نوفمبر 2017 على موقع واي باك مشين.
9. ↑  قائمة المؤلفات المطبوعة، حيات جاويد، ملحق المؤلفات ص 224
10. 1 2  راجع، حريم قدس (مقاله ای در سیر وسلوک الی الله)، السيّد محمد محسن الطهراني، ص 17.
11. ↑  قائمة الكتب التي تحت الطبع، كتاب حيات جاويد، ملحق المؤلفات، ص 237
12. ↑  تفسير آية النور للعلامة الطهراني النسخة العربيّة، نشرت نسخة إلكترونيّة منه في موقع المتقين. نسخة محفوظة 16 يونيو 2017 على موقع واي باك مشين.
13. ↑  سلسلة محاضرات في مباني السير والسلوك، نشرت نسخة إلكترونيّة منه في موقع المتقين. نسخة محفوظة 25 يوليو 2017 على موقع واي باك مشين.
14. ↑  كتاب أنوار الملكوت النسخة العربية، نشرت نسخة إلكترونيّة منه في موقع المتقين. نسخة محفوظة 28 يوليو 2017 على موقع واي باك مشين.
15. ↑  كتاب رسالة المودّة، النسخة العربيّة، وقد نشرت نسخة إلكترونيّة منه في موقع المتقين. نسخة محفوظة 22 فبراير 2014 على موقع واي باك مشين.
16. ↑  راجع: موقع مكتب وحي و موقع المتقين. نسخة محفوظة 25 يوليو 2017 على موقع واي باك مشين.
17. ↑  MadrasatAlwahy.org. "آية الله السيد محمد محسن الحسيني الطهراني قدس سره | MadrasatAlwahy.org - مدرسة الوحي". MadrasatAlwahy.org. مؤرشف من الأصل في 2023-02-13. اطلع عليه بتاريخ 2023-01-03.